# Boronia tolerans
Boronia tolerans är en vinruteväxtart som beskrevs av M. F. Duretto. Boronia tolerans ingår i släktet Boronia och familjen vinruteväxter. Inga underarter finns listade i Catalogue of Life.